# 英瑞
宗室英瑞（穆麟德轉寫：Uksun Ingšui；1805年3月17日—1873年11月20日，嘉慶十年二月十七日寅時－同治十二年十月初一日午時），字彥甫，清朝左翼正藍旗遠支宗室第八族奕字輩，清朝政治人物。

## 經歷
道光八年（1828年）戊子科順天宗室鄉試舉人。
道光十三年（1833年）癸巳科第三甲第五十四名同進士出身。
二十二年（1842年），授刑部主事。
二十三年（1843年），升工部員外郎。
二十四年（1844年），特授國子監司業。
二十九年（1849年），閏四月，授翰林院侍講學士，充日講起居注官。十月，改侍讀學士。十二月，升授詹事府少詹事。
三十年（1850年），因大考告病，開缺。
同治十二年（1873年），十月，卒，年六十九歲。

## 家庭及關聯
- 八世祖：清太祖。
- 七世祖：奉恩輔國介直公賴慕布（1611年－1646年），清太祖第十三子，封奉恩將軍，追封奉恩輔國公，諡介直。
- 六世祖：宗室來祜（1625年－1694年），賴慕布第一子，襲封奉恩將軍，晉封奉恩輔國公，革爵。
- 五世祖：宗室愛珠（1663年－1723年），來祜第五子，官三等侍衛，革職。
- 高祖父：奉恩將軍扎坤泰（1712年－1757年），愛珠第三子，恩封奉恩將軍，官宗學總管。
- 曾祖父：永武（1730年－1763年），扎坤泰第一子，襲封奉恩將軍。
- 祖父：宗室果新布（1754年－1783年），阿克占之子，過繼永武為嗣，閑散。
- 父：宗室璧成（1782年－1813年），卓佛和之子，過繼果新布為嗣，閑散。
- 母：吳佳氏，璧成正室，吳斌之女。
- 弟：
  - 宗室文全，舉人。
  - 宗室英帥，過繼於嵩秀，閑散。

### 妻妾
- 正室：張佳氏，張祥德之女。
- 繼室：希克特莫克楚特氏，善祥之女。
- 側室：王氏，王遠山之女。

### 子女
- 獨子：宗室海燾（1835年－1889年），廕生，官筆帖式。